# MrBeast Burger
MrBeast Burger 是由網絡名人詹姆士·史蒂芬·吉米·唐納森 （MrBeast）與Virtual Dining Concepts有限責任公司合作創立並開發的美國虛擬餐廳。 該餐廳在北美和歐洲均設有虛擬門店， 並計劃拓展到更多國家，並大幅增加門店數量。
該連鎖店的菜單包括各種漢堡、薯條、甜點和罐裝飲料。顧客通過外送平台應用程式訂購餐點， 餐點則由合作餐廳的實體店準備。

## 歷史

### 成立前

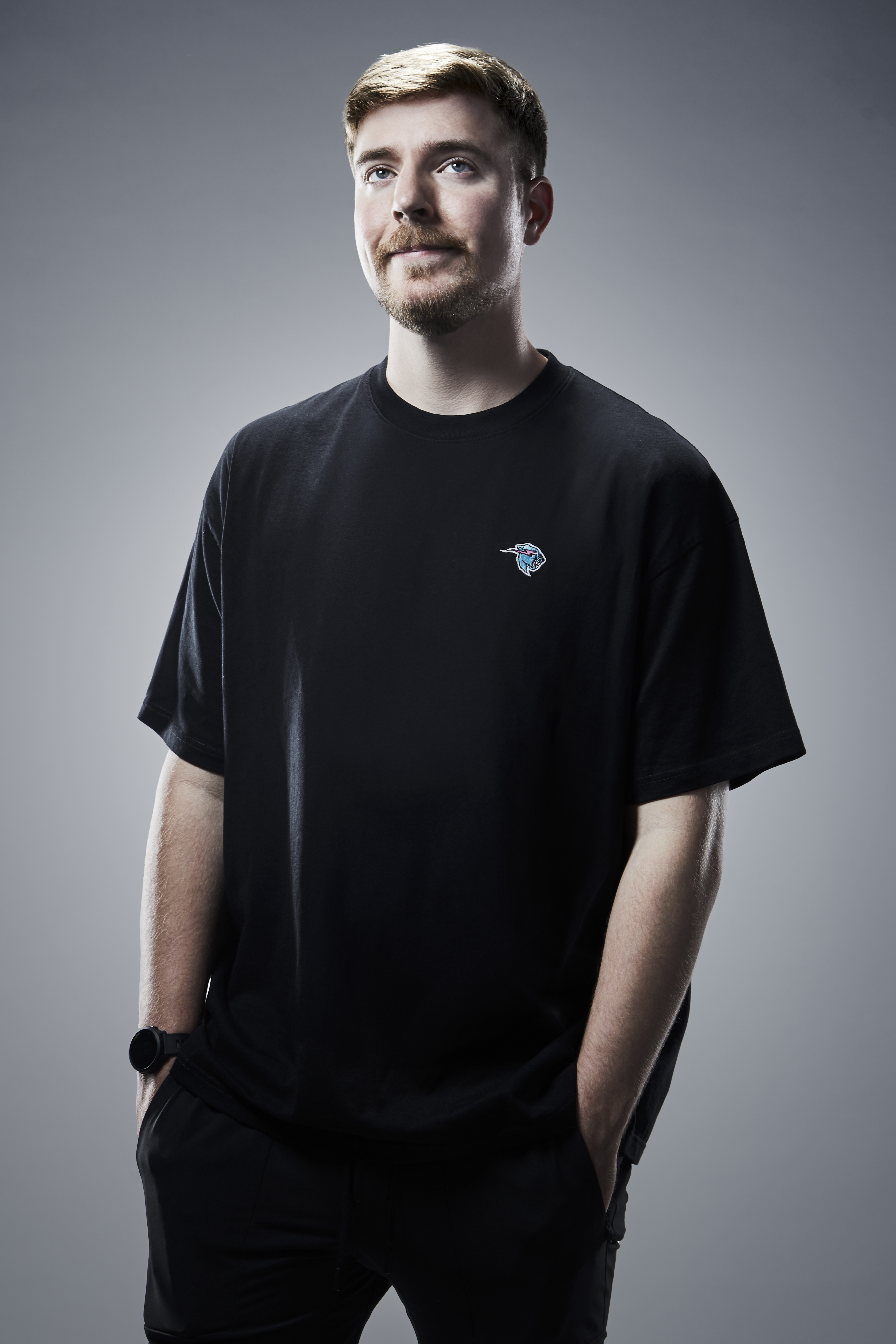
創辦人 吉米·唐納森，2023年

儘管不清楚唐納森何時開始策划MrBeast Burger的計劃，但他曾在其Twitter帳號上表示，他「已經策劃這個發佈計劃很久了」。 唐納森的YouTube頻道經理威爾·海德（Will Hyde）透露，這個項目已經進行了數月，  而另一位經理里德·杜赫舍爾（Reed Duchscher）則表示，該計劃已經籌劃了一年以上。 MrBeast Burger的官方Twitter帳號於2020年8月12日創建，並且在正式發佈前幾天，某些外送平台的應用程式上已經出現了相關門店的位置。

### 正式開幕

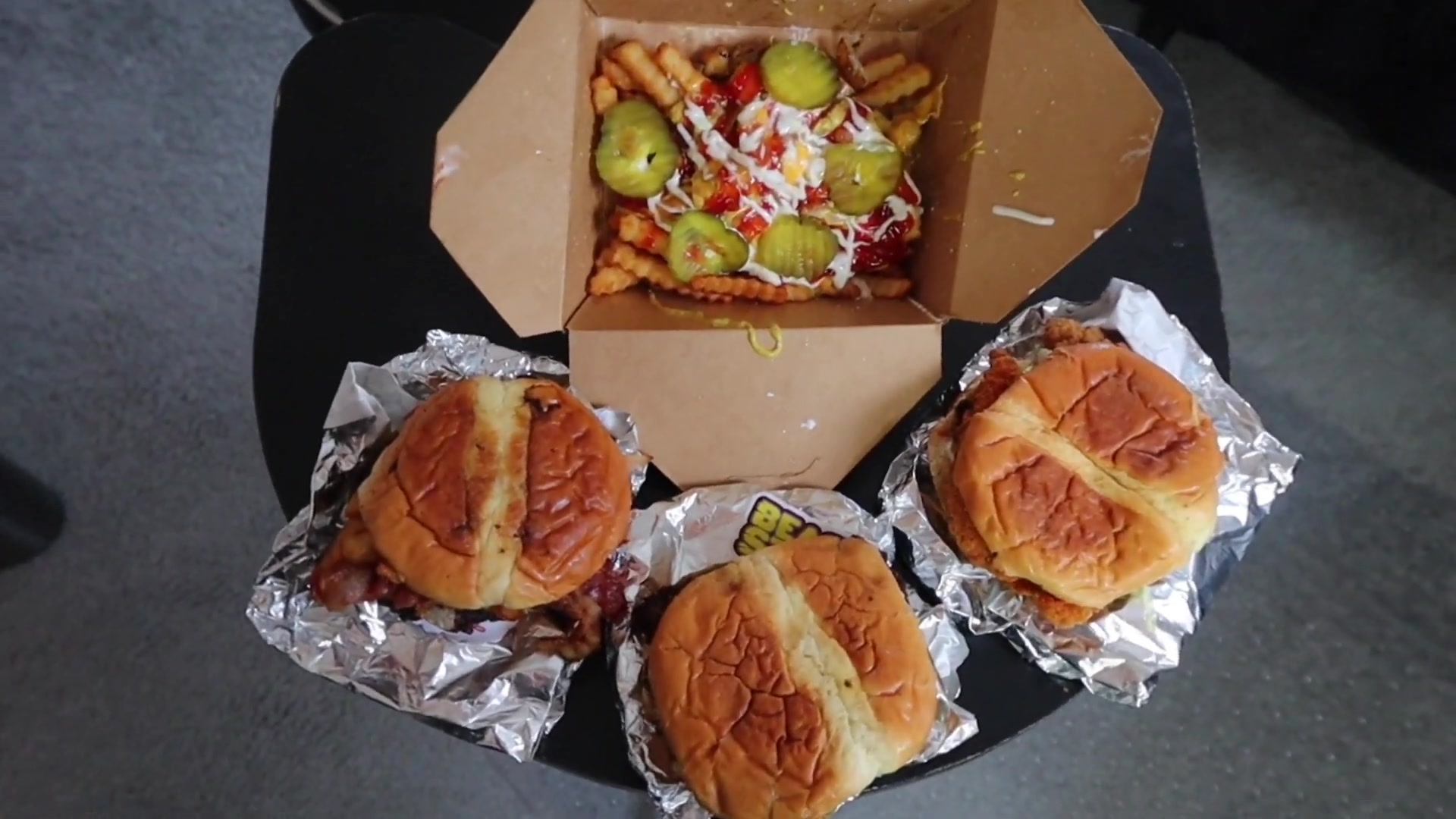
從上至下順時針：Beast Style 薯條、納什維爾辣雞嫩肉三明治、Beast Style 漢堡、Chris Style 漢堡

第一家MrBeast Burger門店於2020年11月10日在北卡羅來納州威爾遜正式開幕。 該門店原為Burger Boy餐廳，經過臨時裝飾後成為唯一的實體店。在開幕活動中，唐納森在YouTube影片中宣傳提供免費食物，並且在餐廳的得來速內向顧客發放金錢、科技產品，甚至是一輛新車。 此活動吸引了大量顧客，排隊長度有時達到20英里。
儘管警方努力控制交通，但排隊人潮最終變得過於龐大，應警方要求，排隊線被迫關閉。 唐納森於2020年12月19日在其YouTube頻道上上傳了此次事件的影片，正式宣布連鎖店開業，並介紹了在全美300個地點開設的快閃店及合作餐廳。 唐納森還宣布，每筆訂單的一部分將捐贈給幫助確保糧食安全的慈善機構。
MrBeast Burger 在宣布後迅速受到關注。影片上傳後不久，它登上了YouTube的熱門榜首，相關的MrBeast Burger應用程式也迅速攀升至Apple Store和Google Play Store的首位。由於應用程式下載量激增，伺服器過載，部分用戶因此遇到了暫時無法使用服務的問題。 該問題在不久後得到了解決。由於人氣激增，幾乎所有快閃店和300個合作地點在開業首夜即報告食物售罄。

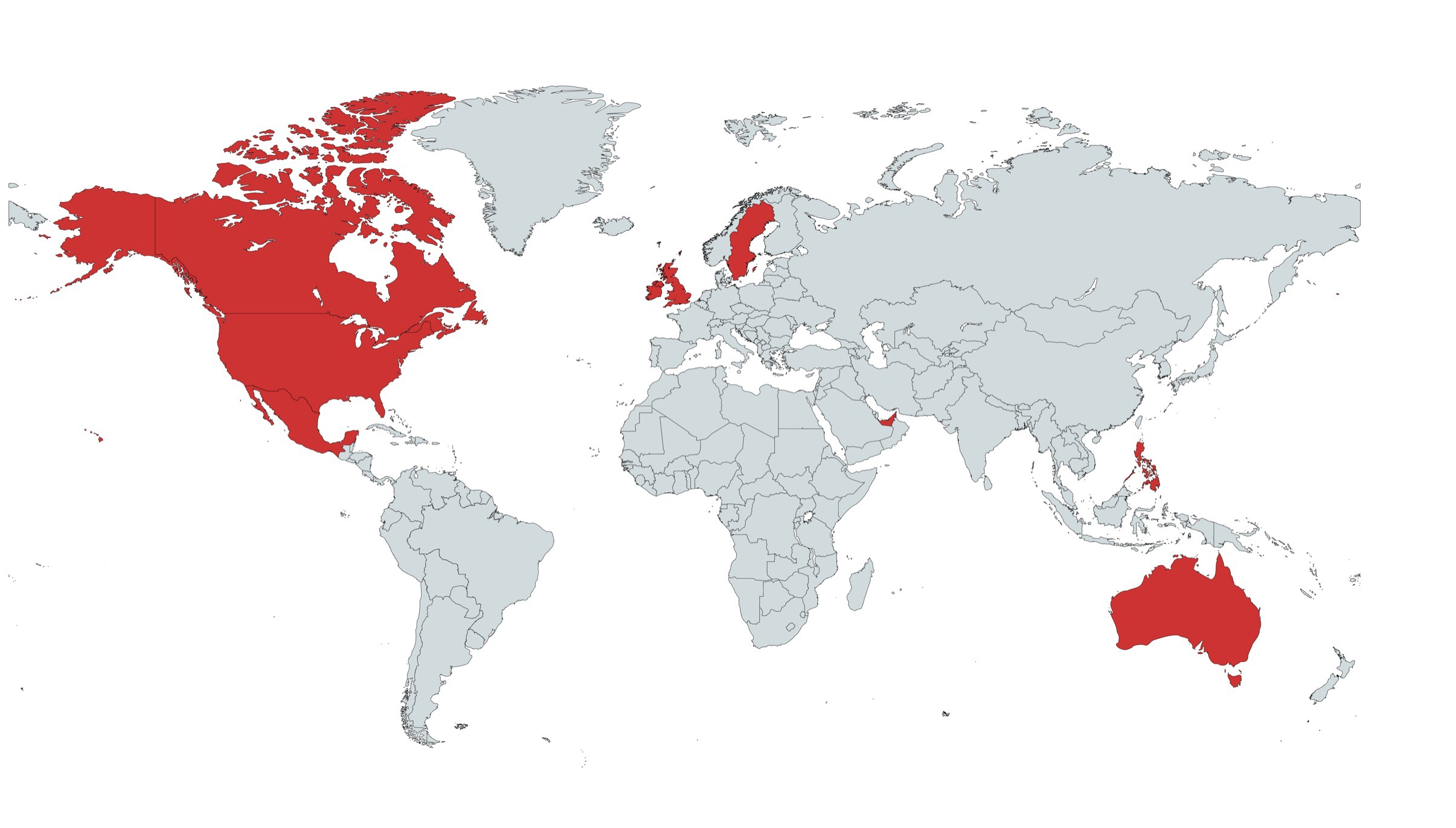
MrBeast Burger 的營業地點地圖

開業三個月後，MrBeast Burger 汉堡的銷量突破了100萬个。
2021年4月26日，MrBeast Burger 宣布與YouTuber Dream 合作，推出一款限時 Dream Burger，包含兩片壓扁的牛肉餅、 美國起司、美式生菜、蛋黃醬、培根、兩片醃黃瓜和壓扁的酪梨。
2021年10月7日，克里斯多夫·赫奇科克（Christopher Hedgecock）對Virtual Dining Concepts 提起了集體訴訟。赫奇科克聲稱，他在購買 Beast Style Burger Combo 時，被多收了3.16美元，儘管根據俄勒岡州法律，快餐不應收取銷售稅。
2022年3月18日，唐納森在其MrBeast 2頻道上上傳了一段名為「我讓100人試吃這個！」的影片。影片中介紹了MrBeast Burger菜單上的最新項目——Shrek Quesadilla。環球影城允許他授權使用史瑞克 IP。這款餡餅包含兩片牛肉餅、起司、醃黃瓜和洋蔥。

### 擴展

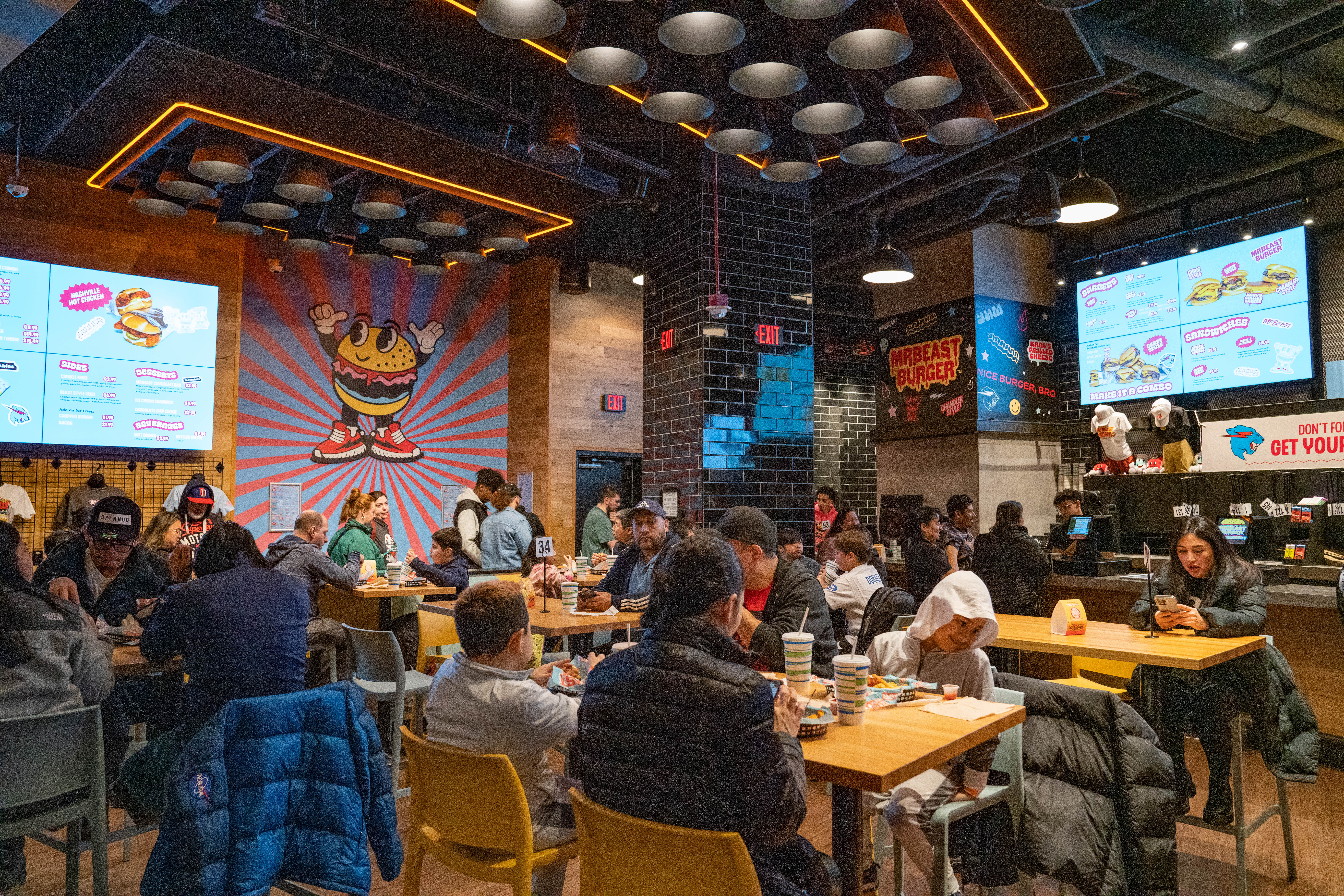
位於American Dream Mall的餐廳是美國第一家MrBeast Burger。

自首次開業以來，MrBeast Burger已經宣布了擴展計劃。 針對那些無法享受外送服務的粉絲的抱怨，唐納森承認了這一問題，並表示正在努力將門店數量擴增兩倍或三倍。
第一家MrBeast Burger在加拿大的店鋪於2月初開幕，設在多倫多、埃德蒙頓和卡爾加里， 隨後在溫哥華、哈利法克斯和溫尼伯開設了更多店鋪。在英國的第一家店鋪則於5月初開幕，共有五家店鋪。
2022年8月30日，唐納森宣布將在新澤西州東拉瑟福的American Dream Mall開設一家MrBeast Burger店，這將是他在美國的第一家餐廳，位置靠近紐約市。 餐廳於2022年9月4日正式開幕， 吸引了大量顧客湧入商場，甚至需要新澤西州警察來控制人群。
2023年3月22日，MrBeast Burger在菲律賓開設了其首個東南亞分店，與JustKitchen Philippines和GrabFood合作推出。
MrBeast Burger在美國本土擁有超過300個分店，並在波多黎各設有一间。 2023年，該品牌進軍墨西哥。 2024年，該連鎖店在巴西首次亮相。

## 評價

### 品質疑慮
開業初期，MrBeast Burger 收到了一些評價。 許多顧客在Twitter上分享了他們的看法，有些人對該連鎖店表示讚賞，而其他人則抱怨服務差和等待時間長。 此外，也有指控稱一些分店提供生食。
儘管許多顧客試圖直接聯繫Donaldson表達他們的抱怨，仍有一些人為Donaldson辯護，將責任轉嫁到準備訂單的餐廳上。由於該連鎖店以「幽靈廚房」形式運營，訂單由合約餐廳的員工烹飪，因此訂單的品質可能會受到訂購地點的影響。Donaldson 在 Twitter 上回應了這些抱怨，表示：「我會在第一時間承認我們不是完美的！如果有些人遇到了問題，我會樂意退還他們的錢，並做我應該做的事情來解決問題！」

### 對困境餐廳的幫助
在COVID-19疫情期間，MrBeast Burger 成為了困境餐廳的第二收入來源。 這一連鎖店的菜單設計簡便，適合許多餐廳廚房使用，無需新設備或培訓。位於達拉斯郊區的一家餐廳在開業首日報告賺取了超過7,000美元。 大多數運營 MrBeast Burger 的餐廳包括Buca di Beppo、Bertucci's和Bravo! Italian Kitchens，但其他餐廳也可以申請成為 MrBeast Burger 的加盟店。

## 訴訟
2023年6月17日，在一位粉絲於推特上詢問有關 MrBeast Burger 宣傳影片刪除的原因後，唐納森回覆說他將「放棄 MrBeast Burger」，轉而「專注於Feastables和製作零食」。他表示，對於與Virtual Dining Concepts, LLC簽下的「糟糕合約」感到後悔，但他也提到，儘管這對他的品牌有害，該公司「仍不讓我停止這項業務」。不久之後，唐納森的回覆便被刪除。 
2023年7月31日，唐納森針對 Virtual Dining Concepts 提起了訴訟，指控其違反合約。唐納森在訴狀中表示，他認為該公司未能維持他所期望的品質，並指控該公司更關注自身的成長，而非這項業務的產品品質。訴狀還指出，Virtual Dining Concepts 在未經唐納森知情的情況下註冊了 MrBeast 的商標，因此唐納森並未從 MrBeast Burger 中獲得任何補償。 
Virtual Dining 的律師迅速駁回了這些指控，並聲稱唐納森的指控「充滿了虛假陳述和不實之詞」，同時指出唐納森最近曾試圖與 Virtual Dining 重新談判合約。該公司由 Greenberg Traurig 律師事務所代表，進一步聲稱唐納森使用了「霸凌手段」，試圖在沒有合理理由的情況下逃避現有的合約義務。Virtual Dining 表示「原本希望唐納森先生能夠遵守道德標準行事」，但指責他「將貪婪凌駕於誠信和真相之上」，並稱他「將在法院面臨後果」，當時 Virtual Dining 將對他提起反訴。該案將在美國紐約南區聯邦地區法院審理，目前尚未指定法官。 